# Noël Castelain
Noël Xavier Michel Castelain (Niort, 30 ottobre 1917 – Orël, 16 luglio 1943) è stato un militare francese, asso dell'aviazione nel corso della seconda guerra mondiale con 7 vittorie aeree accertare e tre in collaborazione ottenute in 128 missioni di guerra. Mort pour la France.

## Biografia
Nacque il 30 ottobre 1917 à Niort, dipartimento di Deux-Sèvres, figlio si Xavier Michel Emile e di Marie Reine Joséphine Courgeon. Seguì gli studi secondari a Nantes presso l'École Eugène Livet dal 1931 al 1934 dove conseguì il diploma di studi secondari, e poi proseguì entrando nella Scuola Professionale Nazionale dove seguì
corsi di preparazione al diploma di ingegnere presso Arte e Mestieri.
Al termine della sua formazione professionale andò a lavorare presso le officine aeronautiche fabbriche Bréguet lavorando come disegnatore tecnico.
Il 23 novembre 1937 si presentò all’Intendenza militare di Niort per arruolarsi nell'esercito per un periodo di tre mesi domandando di prestare servizio in aviazione. Fu mandato al Bataillon de l’Air 136 della 36emé Escadre Aérienne di Pau in qualità di soldato di seconda classe. Il 15 febbraio 1939 fu dichiarato adatto a prestare servizio come mitragliere a bordo degli aerei. Il 1 aprile fu ammesso al concorso presso la Scuola d'aviazione di Istres, e da lì mandato alla Scuola di pilotaggio ausiliaria di Bourges in qualità di allievo pilota. Effettuò il suo addestramento volando sugli Hanriot H-182 e H-192, e Morane-Saulnier MS 225 e 230. Nel mese di giugno entrò alla Scuola di formazione dei sottufficiali del personale navigante.
Il 3 settembre 1939, la Francia dichiarò guerra alla Germania nazista dopo che quest'ultima aveva invaso la Polonia. Il 1 dicembre fu promosso sergente, e il 23 dello stesso mese conseguì il brevetto di pilota militare. Il 15 gennaio 1940 fu assegnato alla Scuola di pilotaggio n° 3 di Avord per divenire pilota da caccia. Quì volò sui Morane-Saulnier MS 406, Dewoitine D.500, D.501 e D.510, e North-American NAA-57. Le 15 aprile ottenne il brevetto di pilota da caccia classificandosi  9° su 130 allievi, venendo ammesso al plotone EOR (Élève Officier de Réserve) della prossima sessione. Il 17 aprile si sposò a Nantes, con la signorina Jacqueline Eugénie Marie Louise Baraud.

### La battaglia di Francia
Tra le 4:45 e le 4:55 del 10 maggio 1940 il campo d'aviazione di Avord, situato a 20 km a sud-est di Bourges, fu attaccato da 5 bombardieri della Luftwaffe. Cinque militari rimasero uccisi, due feriti e tre velivoli andarono distrutti. Il giorno dopo trenta bombardieri Heinkel He 111, scortati dai caccia, bombardarono la base di Avord e la città di Bourges. Ad Avord quattro soldati rimasero uccisi e altri dieci feriti, mentre a Bourges, nonostante i colpi della DCA (difesa contraerea), due civili vennero uccisi e uno ferito.
Nei giorni successivi diversi piloti furono trasferiti in Nord Africa. Il 18 maggio la Scuola caccia di Avord fu evacuata verso il campo d'aviazione di La Jarre, vicino a La Rochelle poi verso sud-ovest, senza alcun ordine specifico, fino a Saint-Martin-de-Hinx nelle Landes, dove arrivò il 21 giugno 1940.
Il 18 giugno alcuni dei suoi commilitoni approfittarono dei disordini per recarsi a Bayonne nel tentativo di imbarcarsi, mentre lui raggiunse il porto di Saint-Jean-de-Luz. Con l'aiuto dei soldati polacchi, riuscì a salire a bordo della MS Batory, una nave cargo noleggiata dal governo britannico per evacuare le truppe polacche. Il 21 giugno la MS Batory levò l'ancora con a bordo 3.000 passeggeri per raggiungere la Gran Bretagna dove arrivò il 25 dello stesso mese. In risposta all'appello lanciato dal generale Charles de Gaulle raggiunse in treno Londra sbarcando alla stazione ferroviaria di Kensington, per dirigersi subito al Deposito centrale della Francia Libera installato presso un grande edificio designato Olympia Empire-Hall.  
Arruolatosi nella Forces aériennes françaises libres (matricola 30.033) il 4 luglio venne mandato in treno presso la base della Royal Air Force di Saint Athan, sita a circa 20 km da Cardiff, dove incontrò un altro pilota francese di cui divenne intimo amico Albert Henri Littolff, che aveva conseguito 4 vittorie durante la battaglia di Francia. Nonostante la sua mancanza di esperienza, aiutato dai consigli di Littolff, riuscì a far parte del primo distaccamento di piloti francesi destinati a prestare servizio nella RAF. Fu assegnato alla No. 6 (Operational Conversion Unit) a Sutton Bridge. Al termine del corso di tre settimane, effettuato volando sugli Hawker Henley e Hawker Hurricane Mk.I, il gruppo di piloti tornò a Odiham l'11 agosto in attesa di incarico. Il 1 agosto era stato promosso sergente maggiore.
Non appena i membri di questo gruppo vennero a conoscenza della creazione del Groupe de Combat n°1, comandato dal tenente colonnello Lionel de Marmier, si offrirono volontari per andare in Africa. Il GC1 era composto da 4 squadriglie, la Escadrille de chasse n°1 con due Dewoitine D.520, l'escadrille de bombardement n°2 con sei Bristol Blenheim, e le escadrille n°3 e n°4 da ricognizione e bombardamento composta ognuna da sei Westland Lysander, e una sezione composta da due Caudron C.270 Luciole. Raggiunto Liverpool il 30 agosto, il giorno dopo partirono sulle navi olandesi SS Pennland e SS Westerland, dove di trovava il generale de Gaulle, con destinazione Dakar, e in alto mare la due navi si unirono ad altre unità da guerra francesi. Tra il 23 e il 25 settembre si svolse la battaglia di Dakar e le truppe della Francia Libera furono respinte e la Force M dovette ripiegare verso Freetown, per poi raggiungere Douala, in Camerun, l'8 ottobre. Partecipò alla campana per la conquista del Gabon contro le truppe fedeli al regime di Vichy, e poi partì per l'Inghilterra insieme ad alcuni colleghi per raggiungere infine l'Egitto all'inizio del 1941. Assegnato alla No.70 OTU sulla base di Ismailia, per l'addestramento al pilotaggio degli Hawker Hurricane Mk.I, fu poi  assegnato al No.33 RAF Squadron operante in Grecia contro gli italiani. Al loro arrivo il locale l'ambasciatore del governo di Vichy manifestò la sua contrarietà, e quella del suo governo, alla presenza di aviatori francesi in Grecia e il Vice maresciallo dell'aria John D'Albiac decise il loro rientro in Egitto.
Il 5 aprile 1941 lui, James Denis, Louis Ferrant, Albert Littolff, Robert Guédon e Xavier de Scitivaux entrarono in servizio presso la Escadrille Française de Chasse n°1 (EFC1) in seno al No.73 RAF Squadron di base nei pressi di Tobruk, in Libia. Prese parte all'assedio della città da parte delle truppe italo-tedesche, conseguendo la prima vittoria aerea a spese di un cacciabombardiere Junkers Ju 87 Stuka, e rimanendo ferito a un braccio in combattimento il 21 dello stesso mese. Il 1 maggio fu nominato maresciallo. Una volta guarito dalla ferita, che rischiò di andare in sepsi. Il 18 agosto la Escadrille Française de Chasse n°1 (EFC1) fu trasferita a Damas, in Siria, dove divenne poi Groupe de chasse "Alsace" (GC1) dotato dei caccia Morane-Saulnier MS.406. Il 10 settembre egli entrò in servizio nelle Lignes Aériennes Militaires (LAM) della France-Libre, e il 15 marzo 1942 venne promosso maresciallo maggiore. L'8 aprile fu dichiarato abile al pilotaggio degli aerei da caccia.  Il 18 giugno riprese servizio presso la 2emé Escadrille "Mulhouse"  del GC 1 "Alsace" allora di stanza in Egitto.
Durante l'estate del 1942 venne a sapere che il suo amico Littolff si era offerto volontario per servire nel neonato Groupe de chasse 3 "Normandie" destinato a combattere in Unione Sovietica a fianco della V-VS.  Anche lui fece subito domanda per essere inviato in URSS con il primo distaccamento di piloti arrivando a Mosca, via Bagdad e Teheran, il 29 novembre 1942 e da lì proseguì per il campo d'aviazione di Ivanovo, 250 km a nord-est della Capitale.
Il 22 marzo 1943, dopo alcuni mesi di addestramento sugli Yakovlev Yak-1 a Ivanovo, fu mandato al fronte, assegnato alla base operativa di Polotniani-Zavod, 20 km a nord di Kaluga. Partecipò con la sua unità alle battaglie di Spas-Demiansk e Orël.
Il 16 luglio 1943 in forza a una pattuglia di otto aerei da caccia Yakovlev Yak-1M, protesse un formazione di quindici bombardieri sovietici nella regione di Orël durante un attacco da parte di un gran numero di caccia tedeschi.
Durante il combattimento scomparve sopra Orël insieme al suo capo pattuglia Littolff, avendo al suo attivo 1.100 ore di volo in centoventotto missioni di guerra e sette vittorie aeree confermate più quattro probabili.
Il suo corpo non fu mai ritrovato.

### Annotazioni
1. ↑  Si trattava del sergente pilota istruttore René Mouchotte, del caporale maggiore François de Geoffre de Chabrignac e dei piloti da caccia Léon Ougloff Rotislav e Marcel Perrin che furono assegnati ad Orano in Algeria.
2. ↑  Si trattava di un Hawker Hurricane, un ricognitore Henschel Hs 126, un Focke-Wulf Fw 189, tre Messerschmitt Bf 110 e un Focke-Wulf Fw 190.

### Fonti
1. ↑  Ordre de la Liberation.
2. ↑  Francais Libres.
3. 1 2 3 4 5 6 7  Ciel de Gloire.
4. 1 2 3 4 5 6 7 8 9 10 11 12 13  France Libre.
5. 1 2 3 4 5 6 7 8 9 10 11 12 13 14 15 16 17 18 19 20 21 22 23 24 25 26 27 28 29 30 31 32 33 34 35  Fondation de la France Libre.
6. 1 2 3 4 5 6  Traces of War.